# Tilman Jens

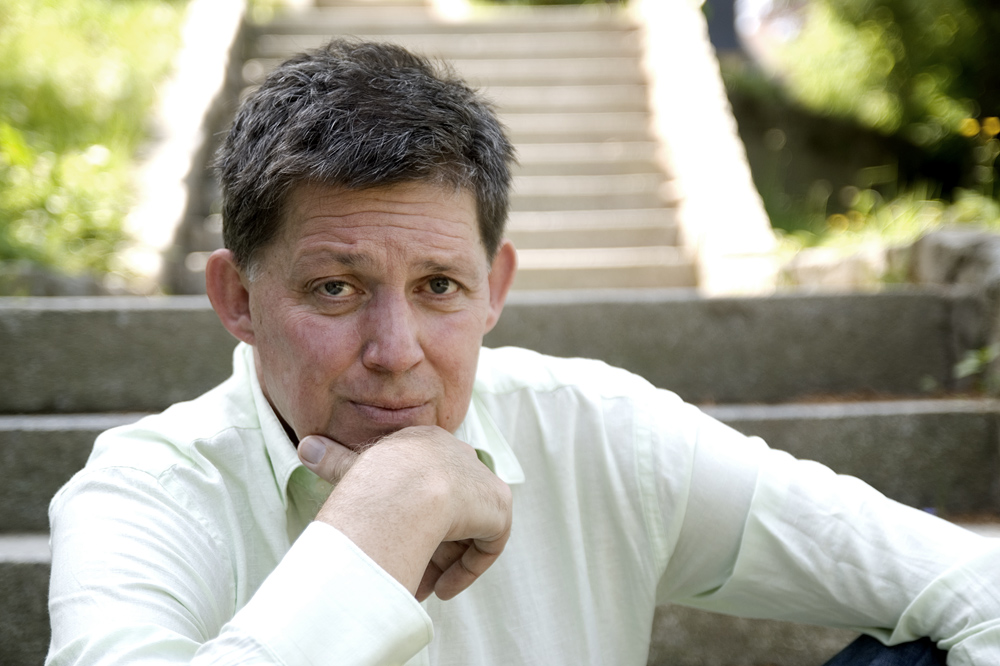
Tilman Jens, 2011

Tilman Jens (* 5. September 1954 in Tübingen; † 29. Juli 2020 in Leipzig) war ein deutscher Journalist, Buchautor und Filmemacher.

## Leben
Tilman Jens war der älteste Sohn der Schriftstellerin Inge Jens und des Altphilologen und Literaturhistorikers Walter Jens. Nach dem Abitur an der Odenwaldschule in Ober-Hambach studierte er in Konstanz. Mitte der 1970er Jahre arbeitete er für das Fernsehen und war für Kultursendungen wie das Bücherjournal (NDR) und Titel, Thesen, Temperamente des Hessischen Rundfunks tätig.
Aufsehen erregte Tilman Jens 1984 als Redakteur des Stern mit einer Reportage über den Tod des Schriftstellers Uwe Johnson. Zur Recherche war er in das leerstehende Haus des verstorbenen Dichters im englischen Sheerness eingestiegen. Der Stern trennte sich nach Bekanntwerden der Begleitumstände der Reportage von Jens.
In einem Bericht für die WDR-Sendung Kulturweltspiegel am 29. Mai 1994 beschuldigte Jens den Literaturkritiker Marcel Reich-Ranicki, bis dahin ein enger Freund seines Vaters, während seiner Zeit als Vizekonsul in London für den polnischen Geheimdienst regimekritische Exilpolen unter falschen Vorwänden „in ihre Heimat zurückgelockt“ zu haben. Einige dieser Emigranten seien daraufhin vom polnischen Regime zum Tode verurteilt worden. In seinen Erwiderungen, die er in seiner Biografie (1999) abschließend ausführte, widersprach Reich-Ranicki den „völlig erlogenen“ Unterstellungen der Beihilfe zum Mord. Sein weitgehendes Schweigen über seine geheimdienstliche Tätigkeit war auf eine Schweigeverpflichtung zurückzuführen, bei deren Bruch ihm „schärfste“ Konsequenzen angedroht worden waren. Er selbst hielt seine Arbeit für den Geheimdienst für „belanglos und überflüssig“. Der Historiker Andrzej Paczkowski widersprach Jens; es gebe keine Belege dafür, „dass Reich während seiner Londoner Zeit daran mitgewirkt hat, Exilpolen in eine Falle zu locken“.
Ab Mitte der 1990er Jahre war Jens Autor von Fernsehdokumentationen für die ARD. Neben Porträts von Prominenten wie Kurt Masur, Oswalt Kolle, Axel Springer und Harald Juhnke erstellte er Reportagen aus Kultur, Theologie und Politik. Darunter waren Reportagen über Schönheitschirurgie, den christlichen Fundamentalismus in Deutschland, die Arbeitsweise von Scientology, den Alltag der Sterbehilfe, die Bespitzelung des Springer-Konzerns durch die Stasi und die Hinrichtung von Tookie Williams.
Im Jahr 2007 produzierte Jens eine Reportage zum Thema Kryonik. Die Deutsche Gesellschaft für angewandte Biostase, die sich für Kryonik einsetzt, nannte die Reportage „unreflektiert“. Der Journalist habe Experimente falsch dargestellt und unsachgemäße Vergleiche gezogen. Ein von Jens angebotenes Interview hatte sie jedoch verweigert.
Am 4. März 2008 machte Tilman Jens die Demenz-Erkrankung seines Vaters im Feuilleton der FAZ publik und löste damit eine Debatte in den deutschsprachigen Medien aus. Im Juni 2009 erschien sein Buch Demenz. Abschied von meinem Vater, ein Jahr später antwortete er auf die Medienresonanz mit Vatermord. Wider einen Generalverdacht. Vielen Rezensenten gilt das erste Buch über die Demenz seines Vaters als bedeutendes Werk, das mit journalistischer Präzision den körperlichen und intellektuellen Verfall erfasse; aber auch Kritik wurde geäußert zu seiner These, dass sein Vater mit der Krankheit seine frühere NSDAP-Mitgliedschaft vergessen und verschweigen wolle.
Infolge der Berichterstattung über Missbrauchsfälle an der Odenwaldschule veröffentlichte Tilman Jens, Ex-Schüler und damaliges Mitglied des Trägervereins der Odenwaldschule, im Mai 2011 das Buch Freiwild. Ein Lehrstück von Tätern und Opfern. Im Kontext der Buchveröffentlichung beklagte Jens in einem Interview im Deutschlandradio die „Hatz“ auf angeblich nachweislich unschuldige Lehrer. Jens forderte eine ausgewogene Berichterstattung: entgegen den Gepflogenheiten des Rechtsstaates würden Personen ohne vorheriges Gehör als Täter oder Mittäter angeprangert. Es sei zu Pauschalverurteilungen und, so Jens, unbegründet erteilten Hausverboten für Lehrkräfte auf Grundlage von Beschuldigungen durch einzelne Missbrauchsopfer gekommen, deren Zeugnisse Jens teilweise in Zweifel zog, indem er auf das Phänomen der „False memories“ hinwies; eine angemessene „Glaubhaftigkeitsprüfung“ sei nicht vorgenommen worden. Den für den Abschlussbericht 2010 verantwortlichen Juristinnen hielt Jens vor, den Rechtsgrundsatz des Audiatur et altera pars missachtet zu haben. Jan Küveler kritisierte in seiner Buchrezension in der Welt, dass sich Jens in der „Verteidigung einzelner womöglich Unschuldiger“ zu Verallgemeinerungen hinreißen lasse, „die von Verharmlosungen kaum zu unterscheiden sind“. Alan Posener nannte Jens’ Buch in der Welt am Sonntag ein „wichtiges Buch […], das hoffentlich den Beginn einer ernsthaften Diskussion um das Tabu des pädagogischen Eros markiert.“ In seinem letzten, posthum 2021 veröffentlichten Buch – Die Freiheit zu leben und zu sterben. Ein Bekenntnis – äußerte sich Jens, der nach eigenen Angaben „von jedem Übergriff verschont blieb“ und in der Odenwaldschule „zwei grandiose Jahre des Lernens in Freiheit“ gehabt habe, im Rückblick selbstkritisch: „Heute schäme ich mich, dass ich nicht genau genug hingeschaut habe. Hinweise auf systematischen Missbrauch gab es genug. (…). Die Abgründe dieser Reformpädagogik habe ich erst weit später realisiert.“
Dem 2013 erschienenen Band Der Sündenfall des Rechtsstaats. Eine Streitschrift zum neuen Religionskampf; aus gegebenem Anlass attestierte Matthias Dohmen wenig Ähnlichkeit mit den Streitschriften von Ludwig Börne, Heinrich Heine oder Friedrich Engels, vielmehr benutze Jens teilweise fragwürdige Argumente. So werde der Fall einer vergewaltigten Frau aus Köln schief wiedergegeben, der in einem kirchlichen Krankenhaus eben nicht wie von Jens behauptet, „eine gynäkologische Untersuchung verweigert“, sondern die „Pille danach“ vorenthalten wurde, was immer noch schlimm genug sei. Auch die von Jens behauptete angebliche Willfährigkeit der Politik gegenüber dem Zentralrat der Juden sei eine Unterstellung. Die These, eine „Koalition der Frommen“ ziehe in einen „Krieg gegen den Rechtsstaat“, müsse schon materialreicher unterfüttert werden, als Jens es tue. Dem Verlag wurde die Beschäftigung eines Lektors angeraten, da Jens den Juristen (und ehemaligen Baufacharbeiter) Rolf Schwanitz als „Bauchfacharbeiter“ bezeichnet hatte. Tanjev Schultz bescheinigte dem Buch in der Süddeutschen Zeitung zwar Kurzweiligkeit, warf ihm jedoch Übertreibung vor, wenn es von einer „Koalition der Frommen“ spreche, die in einen Krieg gegen den Rechtsstaat ziehe. Mit solchen Reden schieße Jens „über das Ziel der gewünschten Debatte hinaus, weil er damit Vertreter des Glaubens in die Ecke eines Feindes rückt, gegen den Worte eigentlich kaum noch etwas ausrichten können“.
Jens arbeitete und lebte lange Zeit im Frankfurter Stadtteil Eschersheim. Im Jahr 2016 verlegte er seinen Lebensmittelpunkt zu seiner bosnischen Lebenspartnerin nach Sarajevo, blieb aber mit Wohnsitz in Kassel weiterhin in Deutschland gemeldet. Wegen Verstoßes gegen die Einreisebestimmungen wurde Jens im September 2019 aus Bosnien ausgewiesen und lebte seitdem überwiegend als Dauergast in einem Hotel in Leipzig.
Nach einem letzten Aufenthalt in Sarajevo im Juni 2020 starb Tilman Jens nach langem, schwerem Diabetes in Leipzig im Alter von 65 Jahren durch Suizid. Heribert Schwan schrieb: „Seine Urne wurde in der oberen linken Ecke der Grabstätte seines Vaters eingelassen. Freunde und Weggefährten waren nicht eingeladen.“
Der Spiegel schrieb im Nachruf: „Jens beschäftigte sich in seinem Werk auch mit dem Missbrauchsskandal an der Odenwaldschule, mit der Stasi, Scientology und Stephen Bannon, er ging keinem Ärger aus dem Weg. Dabei lag er nicht immer richtig, aber wer tut das schon? Jens war ein fleißiger, dabei brillanter Aufklärer, der vor Streit nicht zurückschreckte, die Republik wurde durch ihn wacher und klüger.“

## Veröffentlichungen
- Unterwegs an den Ort, wo die Toten sind. Auf der Suche nach Uwe Johnson in Sheerness. Piper, München 1984, ISBN 3-492-00690-6.
- Mark Twain. Heimkehr zum Mississippi. Piper, München 1985, ISBN 3-492-05223-1.
- Goethe und seine Opfer. Eine Schmähschrift. Patmos, Düsseldorf 1999, ISBN 3-491-72411-2.
- Demenz. Abschied von meinem Vater. Gütersloher Verlagshaus, Gütersloh 2009, ISBN 978-3-579-06998-2.
- Vatermord. Wider einen Generalverdacht. Gütersloher Verlagshaus, Gütersloh 2010, ISBN 978-3-579-06870-1.
- Freiwild. Ein Lehrstück von Tätern und Opfern. Gütersloher Verlagshaus, Gütersloh 2011, ISBN 978-3-579-06744-5.
- Axel Cäsar Springer. Ein deutsches Feindbild. Herder, Freiburg im Breisgau 2012, ISBN 978-3-451-30542-9.
- Der Sündenfall des Rechtsstaats. Eine Streitschrift zum neuen Religionskampf. Aus gegebenem Anlass. Gütersloher Verlagshaus, Gütersloh 2013, ISBN 978-3-579-06632-5.
- mit Heribert Schwan: Vermächtnis. Die Kohl-Protokolle. Heyne, München 2014, ISBN 978-3-453-20077-7. (Platz 1 der Spiegel-Bestsellerliste vom 24. bis zum 30. November 2014)
- Du sollst sterben dürfen. Warum es mit einer Patientenverfügung nicht getan ist. Gütersloher Verlagshaus, Gütersloh 2015, ISBN 978-3-579-07096-4.
- Stephen Bannon: Trumps dunkler Einflüsterer. Heyne, München 2017, ISBN 978-3-453-20188-0.
- Die Freiheit zu leben – und zu sterben: Ein Bekenntnis. Ludwig, München 2021, ISBN 978-3-453-28142-4.

## Filmografie (Auswahl)
- 1997–2009: Bilderbuch. (Sendereihe, Regie und Produktion, 13 Folgen)
- 2006: Gesicht auf Bestellung. (Dokumentation, Regie und Autor)
- 2007: Kunst und Kosmos. (Dokumentation, Regie und Autor)
- 2007: Die Hardliner des Herrn – Christliche Fundamentalisten in Deutschland. (Dokumentation, Regie und Autor)
- 2007: Kalt ums Herz – Lebensrettung aus dem Eis. (Dokumentation, Regie und Autor)
- 2008: Bevölkert von Kämpfern und Träumern – Die Türkei und ihre Literatur. (Dokumentation, Regie und Autor)
- 2009: Hirnwäscher – Wie gefährlich ist Scientology. (Dokumentation, Regie und Autor)
- 2009: Dick durch Diät – warum abnehmen wollen manchmal aussichtslos ist. (Dokumentation, Regie und Autor)
- 2009: Bespitzelt Springer! Wie die Staatssicherheit einen Medienkonzern ausspähte. (Dokumentation, Regie und Autor)
- 2010: Töten für den Frieden – Die Politik, die Kirche und der Krieg. (Dokumentation, Regie und Autor)
- 2012: Streitfall Beschneidung. (Dokumentation, Regie und Autor)
- 2012: Der Fukushima-Schock – Energie, Moral und das große Geld. (Dokumentation, Regie und Autor)
- 2013: Im Koma und doch bei Bewusstsein? (Dokumentation, Regie und Autor)
- 2013: Koalition der Frommen Wie viel Religion verträgt die Republik? (Dokumentation, Regie und Autor)
- 2014: Geisterstädte: Die Todeszone rund um Fukushima. (Dokumentation, Regie und Autor)
- 2014: Gangster und Genetik. (Dokumentation, Regie und Autor)